# Pumpkraftverk

Tvärsnitt av ett pumpkraftverk

Ett pumpkraftverk är en särskild form av vattenkraftverk som lagrar energi i form av upp-pumpat vatten och producerar elenergi när den behövs.

## Beskrivning
Ett pumpkraftverk kännetecknas av ett reversibelt system med två eller flera vattenreservoarer på olika höjder som är förbundna med en vattenledning eller tunnel. Reservoarerna kan vara sjöar eller anlagda bassänger, den lägre reservoaren kan vara en flod. Vatten kan sedan släppas på från den högre liggande reservoaren och genom en turbin producera elkraft, eller så kan vatten med hjälp av elkraft pumpas från den lägre reservoaren till den högre.
Ett pumpkraftverk har i allmänhet ingen nettoproduktion av elkraft, utan får sin lönsamhet genom att utnyttja prisskillnader i tim- eller dygnsskala och pumpa upp vatten när elpriset är lågt, och släppa på vatten när elpriset är högt.
Detta sker oftast korta perioder dagtid när andra elenergiproducerande anläggningar har nått sin kapacitetsgräns.
Det finns småskaliga installationer av sådan teknologi i byggnader, men det är svårt att få lönsamhet i sådana jämfört med stordriftsfördelarna med ett pumpkraftverk. Det krävs en stor mängd vatten för att uppnå en lagringskapacitet av någorlunda storlek, vilket är svårt att anordna i en urban miljö.
Intresset har under 2020-talet ökat för pumpkraftverk i bland annat Sverige, beroende på det storskaliga införandet av vindkraft och solkraft, eftersom de har produktion som varierar på grund av naturliga faktorer, vilket fått elpriset att variera mer än tidigare.

## Sverige
I Sverige har fem pumpkraftverk förekommit: Lettens kraftstation, Eggsjöns kraftstation vid Klarälven, Kymmens kraftstation vid Rottnan och Sillre kraftstation vid Indalsälven numera ombyggt till vanligt kraftverk samt Juktans kraftstation knuten till Umeälven. Juktans kraftstation konverterades 1996 till ett vanligt kraftverk. Pumpfunktionen i Eggsjöns kraftverk används sällan.
I dag är följande tre pumpkraftverk i drift i Sverige:
- Kymmen: Pumpkapacitet 53 MW. Lagringskapacitet 15 GWh. 85 meters fallhöjd. Kraftstationens kapacitet är 53 MW vid pumpdrift, 56 MW vid turbindrift, och dess årsproduktion 47 GWh. Det tar två till tre veckor att pumpa det övre magasinet, sjön Kymmen, fullt.
- Letten: 38 MW (två aggregat med pump, turbin och generator). 190 meters fallhöjd. Det tar ungefär tre månader att pumpa det övre magasinet fullt.
- Eggsjön: 0,4 MW. 18 meters pumphöjd.

Följande tidigare pumpkraftverk är ombyggda till vanliga kraftstationer:
- Juktan: 210 meters pumphöjd från Storjuktan upp till Blaiksjön, 270 meters fallhöjd från Blaiksjön ned till Storuman (sjö). 25 GWh lagringskapacitet. Elektrisk uteffekt: 335 MW.[5]
- Sillre: Kraftstationens kapacitet 11 MWe. Fallhöjd 193 meter.[6]